# Душнево
Ду́шнево (рос. Душнево) — присілок у складі Бабушкінського району Вологодської області, Росія. Входить до складу Березниківського сільського поселення.

## Населення
Населення — 68 осіб (2010; 64 у 2002).
Національний склад (станом на 2002 рік):
- росіяни — 98 %